# Cecoslovacchia ai Giochi della XVIII Olimpiade
La Cecoslovacchia partecipò ai Giochi della XVIII Olimpiade, svoltisi a Tokyo dal 10 al 24 ottobre 1964, con una delegazione di 104 atleti impegnati in 13 discipline per un totale di 64 competizioni. Portabandiera alla cerimonia di apertura fu il ginnasta Karel Klečka.
Il bottino della squadra, alla sua decima partecipazione ai Giochi estivi, fu cinque medaglie d'oro, sei d'argento e tre di bronzo, che valsero il nono posto medagliere complessivo. La rappresentante cecoslovacca che si mise maggiormente in luce fu Věra Čáslavská, vincitrice di tre medaglie d'oro individuali nella ginnastica.

## Medagliere

### Per discipline
| Sport              | Oro | Argento | Bronzo | Totale |
| ------------------ | --- | ------- | ------ | ------ |
| Ginnastica         | 3   | 1       | 0      | 0      |
| Ciclismo           | 1   | 0       | 0      | 0      |
| Sollevamento pesi  | 1   | 0       | 0      | 0      |
| Atletica leggera   | 0   | 2       | 0      | 0      |
| Calcio             | 0   | 1       | 0      | 0      |
| Lotta greco-romana | 0   | 1       | 0      | 0      |
| Pallavolo          | 0   | 1       | 0      | 0      |
| Canottaggio        | 0   | 0       | 2      | 0      |
| Tiro               | 0   | 0       | 1      | 0      |
| Totale             | 5   | 6       | 3      | 0      |

### Medaglie
| Medaglia | Atleta | Sport              | Evento                         |
| -------- | --- | ------------------ | ------------------------------ |
| Oro      | Jiří Daler | Ciclismo           | Inseguimento individuale       |
| Oro      | Věra Čáslavská | Ginnastica         | Concorso individuale femminile |
| Oro      | Věra Čáslavská | Ginnastica         | Volteggio femminile            |
| Oro      | Věra Čáslavská | Ginnastica         | Trave                          |
| Oro      | Hans Zdražila | Sollevamento pesi  | Pesi medi                      |
| Argento  | Josef Odložil | Atletica leggera   | 1500 metri piani               |
| Argento  | Ludvík Daněk | Atletica leggera   | Lancio del disco maschile      |
| Argento  | Jan Brumovský Ľudovít Cvetler Ján Geleta František Knebort Karel Knesl Karel Lichtnégl Vojtech Masný Štefan Matlák Ivan Mráz Karel Nepomucký Zdeněk Pičman František Schmucker Anton Švajlen Anton Urban František Valošek Josef Vojta Vladimír Weiss | Calcio             | Torneo                         |
| Argento  | Věra Čáslavská Hana Růžičková Jaroslava Sedláčková Adolfína Tkačíková Marianna Némethová Jána Kubičková | Ginnastica         | Concorso a squadre femminile   |
| Argento  | Jiří Kormaník | Lotta greco-romana | Pesi medi                      |
| Argento  | Milan Cuda Bohumil Golián Zdenek Humhal Petr Kop Josef Labuda Josef Musil Karel Paulus Boris Perusic Pavel Schenk Vac Smidl Josef Storm Ladislav Toman                                                                                                | Pallavolo          | Maschile                       |
| Bronzo   | Vladimír Andrs Pavel Hofmann | Canottaggio        | Due di coppia maschile         |
| Bronzo   | Petr Čermák Jiří Lundák Jan Mrvík Július Toček Josef Věntus Luděk Pojezný Bohumil Janoušek Richard Nový Tim. Miroslav Koníček | Canottaggio        | Otto maschile                  |
| Bronzo   | Lubomír Nácovský | Tiro               | Pistola 25 metri               |